# Sri Lankas ambassad i Stockholm
Sri Lankas ambassad i Stockholm är Sri Lankas diplomatiska representation i Sverige. Ambassadör sedan 2018 är Senadheera Sudantha Ganegama Arachchi. Ambassaden är belägen på Strandvägen 39.

## Beskickningschefer
| Namn                                  | Period    | Funktion   | Anmärkning |
| ------------------------------------- | --------- | ---------- | ---------- |
| Oshadhi Jagath Kumara Alahapperuma    | 2011–2015 | Ambassadör |            |
| Renuka Damayanthie Rajapakse          | 2015–2018 | Ambassadör |            |
| Senadheera Sudantha Ganegama Arachchi | 2018–     | Ambassadör |            |